# Biologická válka

Obecný znak používaný pro upozornění na biologicky nebezpečné látky tzv. biohazard.

Biologická válka je válka vedená prostřednictvím biologických zbraní. Jejím cílem je vyvolání epidemie infekčního onemocnění, která naruší obranyschopnost nepřítele a oproti tradičním zbraním, či jaderným zbraním nepoškozuje infrastrukturu. Po skončení epidemie, či případně vyčištění prostředí je možno využít plný ekonomický potenciál oblasti po dodání pracovní síly.
Biologická válka vedená mimo rámec oficiálních armádních operací, jejímž cílem je hlavně civilní obyvatelstvo je označována jako bioterorismus a v současnosti je jednou z nejobávanějších forem terorismu, jelikož získání nebezpečné látky v podobě virů je poměrně snadné a levné.